# 亚速尔-直布罗陀转换断层
亚速尔-直布罗陀转换断层，也称为亚速尔-直布罗陀断層区(AGFZ)，是一处大型地质断层，西起大西洋中部的特塞拉裂谷，东至直布罗陀海峡并延伸入地中海。形成了欧亚板块与非洲板块的地质边界。 
该断层是右旋转换断层，每年移动4mm。 